# 西高津村
西高津村（にしこうづむら）は、大阪府東成郡（当初は西成郡）にあった村。現在の大阪市中央区高津・中寺・谷町、天王寺区下寺町などにあたる。

## 地理
上町台地のほぼ中央部に位置していた。

## 歴史
- 江戸時代、西高津村は摂津国西成郡に属し、元和元年（1615年）大坂藩松平氏領を経て、同5年（1619年）幕府領となる[2]。生玉社領も所在した[2]。当村は大坂三郷に隣接し、古来、高津瓦・高原焼の産地であった[2]。元和2年（1616年）から延享2年（1745年）にかけて、立慶町、高津五衛門町、西高津町、元伏見坂町、西高津新地などが大坂三郷に編入され、次第に村域が縮小した[2]。
- 1869年（明治2年） 大阪府に所属[2]。
- 1871年（明治4年）生玉社地が大阪南大組の付属地となる[2]。
- 1873年（明治6年）塩町口野畑、高津宮鳥居内の地所、西寺町孔雀茶屋地所、糸引庵地所、関屋口、坂町裏天神社内外の地が大阪南大組各町に編入[2]。また寺町のうち生玉筋中寺町・谷町八丁目筋寺町の全域、生玉寺町・下寺町の一部と、生玉社地が西高津村に編入[2]。
- 1888年（明治21年）大阪市接続町村に指定[2]。
- 1889年（明治22年）4月1日、町村制の施行により、東成郡西高津村の大部分が単独で村制施行し、西高津村が発足[1][2]。字髭剃は南区難波村に編入[2]。大字は編成せず[2]。
- 1897年（明治30年）4月1日 - 大阪市へ編入され、東区西高津となる[1][2]。
- 1900年（明治33年） 谷町8 - 9丁目、西高津中寺町、生玉町、下寺町1丁目となる[2]。

## 産業
若干の畑地が存在したが、村制施行後、建屋が多くなり、木工竹細工、鼈甲細工、焼物などの生産が進み、生玉門前町では大工・左官などの職人が多い町を形成した。

## 名所・旧跡
- 生玉社（生國魂神社）[2]
- 高津神社（高津宮）[2]